# Klaus Koch (Biologe)
Klaus Christian Koch (* 19. März 1925 in Düsseldorf; † 11. April 1995 in Neuss) war ein deutscher Maurer, Lehrer und Entomologe mit Schwerpunkt auf der Käferforschung (Koleopterologie).

## Leben
Klaus Koch wurde als Sohn des Malers und Architekten Carl Koch (1894–1970) geboren. Von seinem Vater übernahm er die Freude an der Käferforschung und -sammlung.
Nach dem Besuch des Düsseldorfer Realgymnasiums von 1935 bis 1941 begann er mit der mittleren Reife eine Ausbildung als Maurer. Jedoch wurde er dann in den Krieg eingezogen und geriet 1945 in französische Kriegsgefangenschaft, die bis 1949 andauerte.
Bis 1964 wirkte er als Maurerpolier und nahm dann eine Tätigkeit als Aushilfslehrer wahr, um schließlich nach dem Abitur am Abendgymnasium ein Pädagogikstudium in Neuss zu beginnen. Sein Wahlfach war Biologie. Nach seinem Abschluss 1972 arbeitete er als wissenschaftlicher Assistent bis 1976 an der Hochschule und legte seine Dissertation mit dem Titel Text und Bild in Biologiebüchern. Empirische Untersuchungen der Effektivität der verschiedene Text- und Bildarten für Arbeitsbücher der Sekundarstufe I vor. Sodann wechselte er in den aktiven Schuldienst an die Hauptschule an der Düsseldorfer Kronprinzenstraße. 1987 wurde er pensioniert.
Schwer erkrankt verstarb Klaus Koch 1995 und hinterließ seine Ehefrau Lieselotte, die er 1956 kennengelernt hatte.

## Koleopterologie
Erst nach dem Krieg lebte das Interesse an der Käferforschung bei Koch auf. Er wurde dabei offenbar durch seinen Vater und dessen Bekannte inspiriert.
Ab 1957 unterstützte er Willi Lucht bei einer Arbeit über die Käferfauna des Siebengebirges, das 1962 als Sonderheft der Decheniana erschien. 1966 wurden beide mit dem Alfred-Steeger-Preis ausgezeichnet. Daran anschließend konnte Koch 1968 die Käferfauna der Rheinprovinz (Decheniana-Beiheft 13) publizieren. Mehrere Ergänzungsbeiträge erschienen in den nachfolgenden Jahren.
Ab der zweiten Hälfte der 1980er Jahre wurde er von Alfons M. J. Evers eingeladen, an den Bänden von Heinz Freude, Karl-Wilhelm Harde und Gustav Adolf Lohse (Die Käfer Mitteleuropas) mitzuwirken.
1993 erhielt er für seine Arbeiten die renommierte Meigen-Medaille.

## Publikationen
- Käferfauna der Rheinprovinz – Bonn : Naturhistorischer Verein d. Rheinlande u. Westfalens, 1968
- Text und Bild in Biologiebüchern – Göppingen : Kümmerle, 1977
- zahlreiche Beiträge zu Freude/Harde/Lohse, Die Käfer Mitteleuropas, Band 1 bis Band 8 – Heidelberg : Spektrum, Akad. Verl. 1989 bis 1996